# Recypient
Recypient (łac. recipiens, -tis – przyjmujący) – w hydrologii i hydrografii: określenie cieku, do którego uchodzą jego dopływy. Recypientem swoich bezpośrednich dopływów jest każda rzeka (np. Wisła jest recypientem Narwi).